# Světová populace
Světová populace je v demografii souhrn všech lidí, kteří k určitému datu žili, žijí nebo budou žít na planetě Zemi. Údaje jsou vždy přibližné, protože pro minulost chybí přesné údaje a budoucnost je předmětem odhadu a výpočtu. Podle amerického úřadu pro sčítání lidu žilo k 1. 11. 2021 na Zemi 7,9 miliardy lidí. Podle OSN k 15. listopadu 2022 žilo 8 miliard lidí. K 12.4. roku 2025 to bylo kolem 8,28 miliard lidí.
Růst světové populace se začal zrychlovat od 17. století, roční přírůstek dosáhl vrcholu 2,24 % v roce 1964 a do roku 2022 opět poklesl na 0,83 %. Současné předpovědi počítají se stálým růstem i do budoucna, i když se jeho rychlost bude snižovat. Různé modely počítají s tím, že by světová populace mohla dosáhnout 9,5 až 10,5 miliardy v roce 2050. Pak by podle většiny odhadů měla začít klesat. Korekce populace je nevyhnutelná.

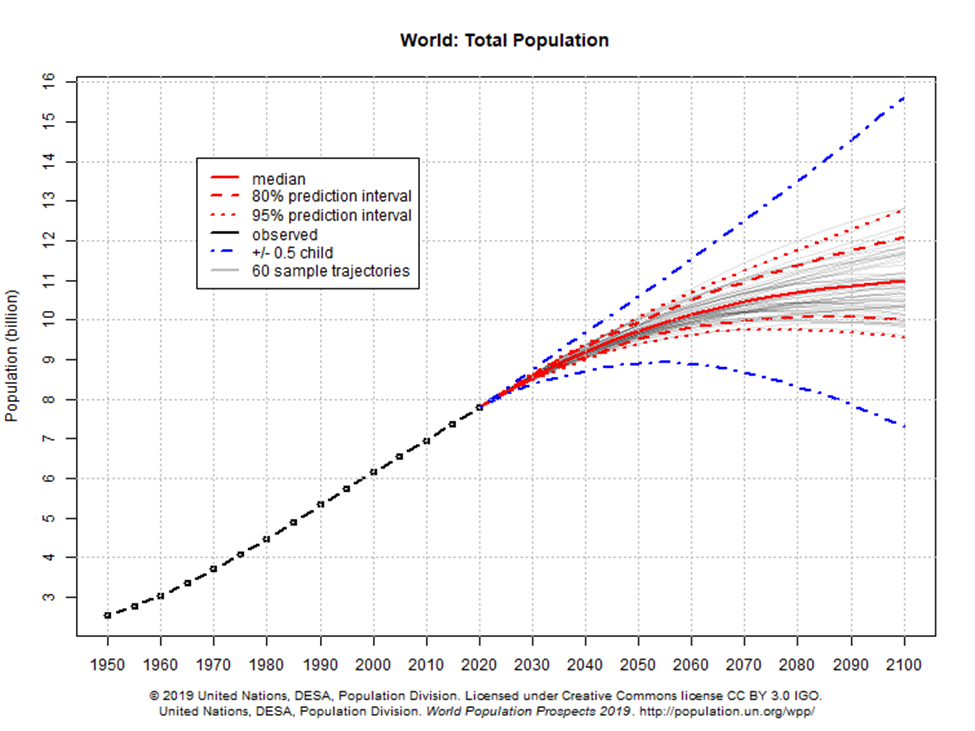
Vývoj lidské populace od roku 1950 po projekce do roku 2100 podle OSN z roku 2019.

Odhaduje se, že historicky na světě žilo celkem přes 100 miliard příslušníků druhu Homo sapiens.

## Přehledy
Nejlidnatějším kontinentem je Asie (60 % světové populace), přičemž samy dva nejlidnatější státy Asie – Čína a Indie – tvoří 37 %. Asi 15 % světové populace žije v Africe, 11 % v Evropě, 9 % v Latinské Americe, 5 % v Severní Americe a 0,5 % v Austrálii a Oceánii. Evropská unie s více než 502 miliony obyvatel (2011) tvoří 7,2 % světové populace, umístila by se tak na třetím místě.
Přibližně třetina světové populace žije v nadmořských výškách do 100 m (medián je 194 m a průměr 435 m). Medián hustoty obyvatel je 262 obyvatel na kilometr čtvereční, což je například přibližně dvojnásobek hustoty osídlení v ČR a desetina hustoty osídlení v Praze.

## Nejlidnatější státy světa
| Pořadí | Stát / Oblast          | Počet obyvatel | Datum             | % světového počtu obyvatel | Zdroj                                                       |
| ------ | ---------------------- | -------------- | ----------------- | -------------------------- | ----------------------------------------------------------- |
| 1.     | Čína                   | 1 455 595 135  | 30. května 2023   | 18,11 %                    | Worldometers                                                |
| 2.     | Indie                  | 1 420 384 052  | 30. května 2023   | 17,68 %                    | Worldometers                                                |
| 3.     | Spojené státy americké | 336 716 340    | 30. května 2023   | 4,19 %                     | Worldometers                                                |
| 4.     | Indonésie              | 282 149 475    | 30. května 2023   | 3,51 %                     | Worldometers                                                |
| 5.     | Pákistán               | 234 004 872    | 30. května 2023   | 2,91 %                     | Worldometers                                                |
| 6.     | Nigérie                | 222 000 412    | 30. května 2023   | 2,76 %                     | Worldometers                                                |
| 7.     | Brazílie               | 217 022 542    | 30. května 2023   | 2,70 %                     | Worldometers                                                |
| 8.     | Bangladéš              | 169 574 343    | 30. května 2023   | 2,11 %                     | Worldometers                                                |
| 9.     | Rusko                  | 146 089 083    | 24. prosince 2022 | 1,82 %                     | Oficiální odhad Archivováno 15. 6. 2018 na Wayback Machine. |
| 10.    | Mexiko                 | 132 366 604    | 24. prosince 2022 | 1,65 %                     | Roční odhad OSN Archivováno 6. 3. 2023 na Wayback Machine.  |

## Porodnost

Země podle porodnosti v letech 2000–2005

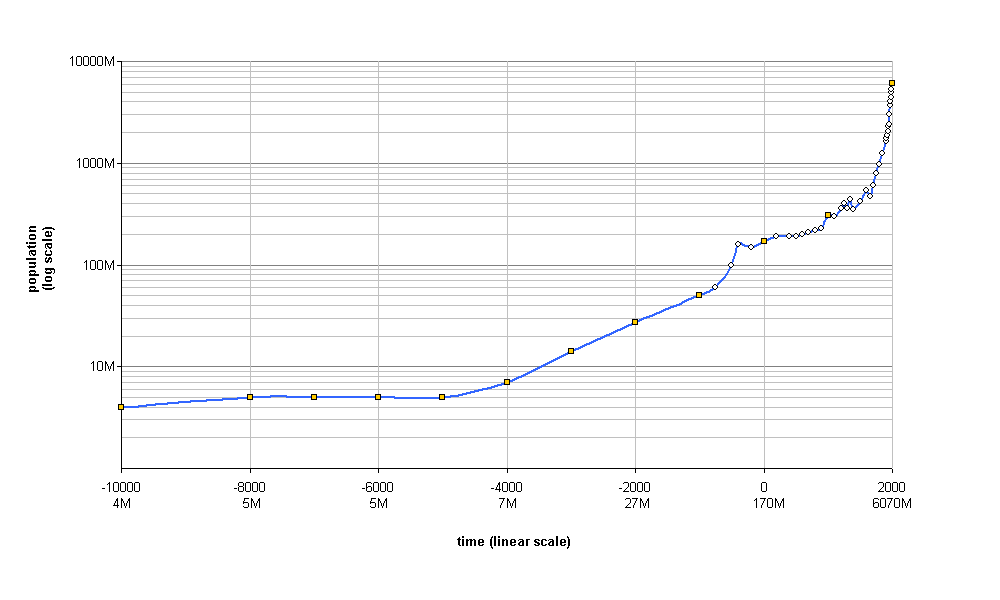
Graf světové populace za posledních 12 tisíc let. Populace na ose s logaritmickým měřítkem

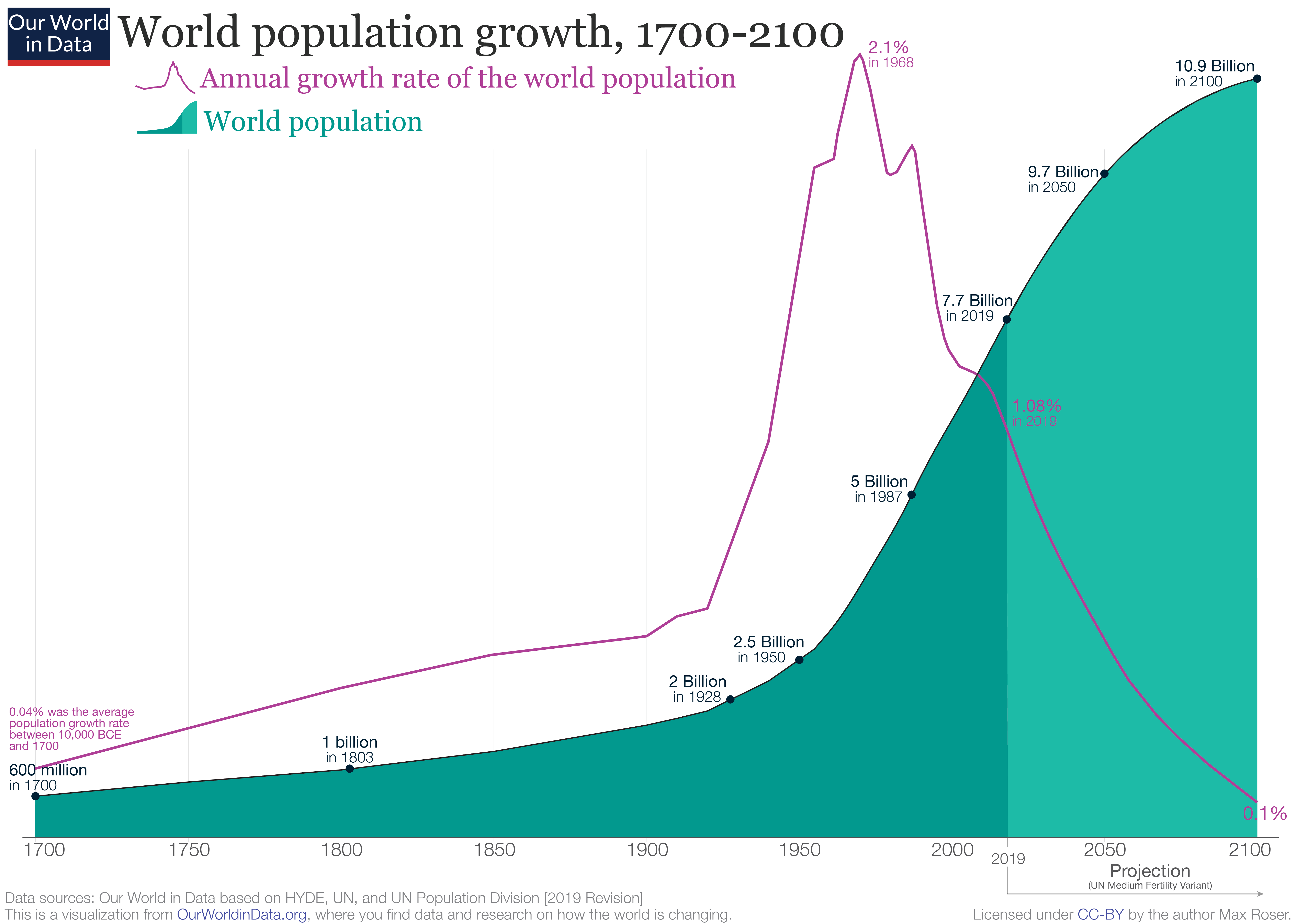
Graf nárůstu světové populace a jeho předpověď. Nejrychleji populace rostla ve 20. století.

Na vývoji populace se podílí jak porodnost (natalita), tak úmrtnost (mortalita). Modely vývoje populace však obvykle počítají se střední očekávanou délkou života při narození.

## Historický vývoj populace
Počet lidí na Zemi:
- před 70 tisíci lety se odhaduje na 15 tisíc a následoval růst ještě než nastala neolitická revoluce[9];
- 10 tisíc let př. n. l. dosáhl 5 milionů;
- 6 tisíc let př. n. l. 10 milionů;
- 4000 př. n. l. 20 milionů;
- 1000 př. n. l. 50 milionů;
- 500 př. n. l. 100 milionů;
- k roku 1 n. l. 200 milionů;
- k roku 1000 n. l. 310 milionů.

I když v polovině 14. století došlo k mírnému poklesu kvůli morovým epidemiím v Evropě (populace byla nestabilní i dříve v neolitu) a v polovině 17. století kvůli válkám a epidemiím, k roku 1750 – kdy začínají spolehlivější data – žilo na Zemi asi 790 milionů lidí.
Tabulka ukazuje roky, kdy populace vzrostla o další miliardu, a zároveň počet roků, kdy ke změně došlo.
| Populace (v miliardách) | 1    | 1    | 2    | 2    | 3    | 3    | 4    | 4    | 5    | 5    | 6    | 6    | 7    | 7    | 8    | 8    | 9    | 9    |
| ----------------------- | ---- | ---- | ---- | ---- | ---- | ---- | ---- | ---- | ---- | ---- | ---- | ---- | ---- | ---- | ---- | ---- | ---- | ---- |
| Rok                     | 1804 | 1804 | 1927 | 1927 | 1960 | 1960 | 1974 | 1974 | 1987 | 1987 | 1999 | 1999 | 2012 | 2012 | 2022 | 2022 | 2034 | 2034 |
| Za období (let)         | ––   | ––   | 123  | 123  | 33   | 33   | 14   | 14   | 13   | 13   | 12   | 12   | 13   | 13   | 10   | 10   | 12   | 12   |

## Vývoj populace podle oblastí

Graf rozložení populace do oblastí v letech −400 až 2000. Zdola nahoru: Čína, Indie, zbytek Asie, Evropa, Afrika a ostatní (Amerika, Oceánie)

Ačkoli světová populace v historické době (tj. za posledních asi 2500 let) vzrostla více než stokrát, procentuální podíly jednotlivých hlavních oblastí se příliš nezměnily (viz graf). Od 19. století výrazně vzrostl podíl obou Amerik a od počátku 20. století se snížil podíl Evropy.
Následující tabulky zachycují vývoj populace po oblastech jednak v milionech, jednak v procentních podílech na celku světové populace. Území bývalého Sovětského svazu jsou započtena do Evropy. Latinská Amerika zahrnuje Mexiko, Střední a Jižní Ameriku a Karibik.
| Oblast                       | 1500 | 1600 | 1700 | 1750 | 1800 | 1850  | 1900  | 1950  | 1999  | 2008  | 2012  | 2050  | 2100   | 2150  |
| ---------------------------- | ---- | ---- | ---- | ---- | ---- | ----- | ----- | ----- | ----- | ----- | ----- | ----- | ------ | ----- |
| Svět                         | 458  | 580  | 682  | 791  | 978  | 1,262 | 1,650 | 2,521 | 5,978 | 6,707 | 7,052 | 9,725 | 10,854 | 9,746 |
| Afrika                       | 86   | 114  | 106  | 106  | 107  | 111   | 133   | 221   | 767   | 973   | 1,052 | 2,478 | 4,185  | 2,308 |
| Asie                         | 243  | 339  | 436  | 502  | 635  | 809   | 947   | 1,402 | 3,634 | 4,054 | 4,250 | 5,267 | 4,712  | 5,561 |
| Evropa                       | 84   | 111  | 125  | 163  | 203  | 276   | 408   | 547   | 729   | 732   | 740   | 628   | 639    | 517   |
| Latinská Amerika s Karibikem | 39   | 10   | 10   | 16   | 24   | 38    | 74    | 167   | 511   | 577   | 603   | 784   | 736    | 912   |
| Severní Amerika              | 3    | 3    | 2    | 2    | 7    | 26    | 82    | 172   | 307   | 337   | 351   | 433   | 513    | 398   |
| Oceanie                      | 3    | 3    | 3    | 2    | 2    | 2     | 6     | 13    | 30    | 34    | 38    | 57    | 70     | 51    |

| Oblast                       | 1500 | 1600 | 1700 | 1750 | 1800 | 1850 | 1900 | 1950 | 1999 | 2008 | 2012 | 2050 | 2100 | 2150 |
| ---------------------------- | ---- | ---- | ---- | ---- | ---- | ---- | ---- | ---- | ---- | ---- | ---- | ---- | ---- | ---- |
| Svět                         | 100  | 100  | 100  | 100  | 100  | 100  | 100  | 100  | 100  | 100  | 100  | 100  | 100  | 100  |
| Afrika                       | 18,8 | 19,7 | 15,5 | 13,4 | 10,9 | 8,8  | 8,1  | 8,8  | 12,8 | 14,5 | 15,2 | 25,5 | 38,6 | 23,7 |
| Asie                         | 53,1 | 58,4 | 63,9 | 63,9 | 64,9 | 64,1 | 57,4 | 55,6 | 60,8 | 60,4 | 60,3 | 54,2 | 43,4 | 57,1 |
| Evropa                       | 18,3 | 19,1 | 18,3 | 20,6 | 20,8 | 21,9 | 24,7 | 21,7 | 12,2 | 10,9 | 10,5 | 7,6  | 5,9  | 5,3  |
| Latinská Amerika s Karibikem | 8,5  | 1,7  | 1,5  | 2,0  | 2,5  | 3,0  | 4,5  | 6,6  | 8,5  | 8,6  | 8,6  | 8,1  | 6,8  | 9,4  |
| Severní Amerika              | 0,7  | 0,5  | 0,3  | 0,3  | 0,7  | 2,1  | 5,0  | 6,8  | 5,1  | 5,0  | 5,0  | 4,5  | 4,7  | 4,1  |
| Oceánie                      | 0,7  | 0,5  | 0,4  | 0,3  | 0,2  | 0,2  | 0,4  | 0,5  | 0,5  | 0,5  | 0,5  | 0,6  | 0,6  | 0,5  |

## Urbanizace
Významným jevem ve vývoji světové populace v posledních dvou stoletích je urbanizace, růst populace, která žije v sídlech s více než 5 000 obyvateli. Roku 1800 žila ve městech 3 % světové populace, roku 2010 to bylo 50,5 %. Městská populace tak od roku 2010 tvoří více než polovinu celé populace.